# NGC 1140
NGC 1140 est une petite galaxie irrégulière de type magellanique située dans la constellation de l'Éridan. NGC 1140 a été découverte par l'astronome germano-britannique William Herschel en 1785.

## Caractéristiques
Sa vitesse par rapport au fond diffus cosmologique est de 1 304 ± 14 km/s, ce qui correspond à une distance de Hubble de 19,2 ± 1,4 Mpc (∼62,6 millions d'al).
À ce jour, une dizaine de mesures non basées sur le décalage vers le rouge (redshift) donnent une distance de 18,590 ± 3,269 Mpc (∼60,6 millions d'al), ce qui est à l'intérieur des valeurs de la distance de Hubble.
La classe de luminosité de NGC 1140 est V-VI et elle présente une large raie HI. Elle renferme également des régions d'hydrogène ionisé. NGC 1140 est aussi une galaxie active de type Seyfert 2 (Sy 2). NGC 1140 est une galaxie dont le noyau brille dans le domaine de l'ultraviolet. Elle est inscrite dans le catalogue de Markarian sous la cote Mrk 1063 (MK 1063).

## Groupe de NGC 1084
NGC 1140 appartient au groupe de NGC 1084 qui compte au moins 14 galaxies dont les galaxies du catalogue NGC suivantes : NGC 988, NGC 991, NGC 1022, NGC 1035, NGC 1042, NGC 1047, NGC 1051 (=NGC 961), NGC 1052, NGC 1084, NGC 1110, et NGC 1140. Toutes ces galaxies, sauf NGC 1047 et NGC 1140, sont aussi mentionnées dans une liste publiée sur le site « Un Atlas de L'Univers » de Richard Powell. Powell emploie toutefois le nom de groupe de NGC 1052.